# Кент Чон
Кент Чон (24 листопада 1992) — гонконгський плавець. Учасник Чемпіонату світу з водних видів спорту 2017, де в попередньому запливі на дистанції 100 метрів вільним стилем посів 64-те місце і не потрапив до півфіналу.